# Печенег (пулемёт)
7,62-мм пулемёт ПКП или «Печенег» (Индекс ГРАУ — 6П41) — российский ротный единый пулемёт, разработанный на основе пулемёта Калашникова модернизированного.
Пулемёт «Печенег» предназначен для поражения живой силы противника, огневых и транспортных средств, воздушных целей. Разработан в ЦНИИточмаш.

## Описание
За основу конструкции взят 7,62-мм пулемёт Калашникова модернизированный. Это позволило с минимальными затратами развернуть производство в 1999 году, а также упростить его эксплуатацию. Ствольная группа обеспечивает отстрел не менее 600 патронов длинными очередями без ухудшения эффективности стрельбы. При ведении длительного боя пулемёт может выстреливать до 1 000 патронов в час без ухудшения боевых характеристик и уменьшения ресурса ствола. В целом, «Печенег» сохранил до 80 % общих деталей с ПКМ (ствольная коробка со всеми механизмами, станок).
«Печенег» может использовать всю номенклатуру винтовочных патронов 7,62×54 мм R.
Ствол заключён в металлический кожух и имеет наружное оребрение в средней части. В пулемёте применена система принудительного воздушного охлаждения передней части ствола за счёт энергии пороховых газов. От узла газоотвода до дульного среза, в стволе проточены 4 канавки, закрытые сверху кожухом ствола. Канавки соединяют 4 отверстия на газоотводном узле с 4 отверстиями на торце дульного устройства. Пороховые газы, выходя из ствола, создают зону разрежения в передней части кожуха. Таким образом, во время стрельбы через канавки в передней части ствола непрерывно прокачивается холодный воздух. Постоянное охлаждение передней части ствола уменьшает рассеивание при стрельбе, а также увеличивает долговечность ствола. Регулируемый газоотводный механизм позволяет эксплуатировать «Печенег» в любых климатических условиях.
Ресурс ствола составляет 25—30 тысяч выстрелов при стрельбе в интенсивных режимах.
Упрочнение ствола позволило перенести сошку с газовой камеры на дульный срез, что увеличило опорную базу и снизило рассеивание до 70 %, однако такое положение сошки не всегда удобно, так как ограничивает сектор огня по фронту без перемещения пулемётчика и/или оружия. Выравнивание температурного поля ствола позволило повысить его ресурс до уровня, задаваемого на весь пулемёт (или вдвое по сравнению с ПКМ), а также снизить увод точки прицеливания во время продолжительной стрельбы до величины, равной не более чем 0,001 доли дальности. Это позволило отказаться от второго ствола (хотя крепление ствола у «Печенега» остаётся быстроразъёмным) и, несмотря на установку на пулемёт дополнительного экрана, снизить походный вес оружия.
Кроме того, конструкция пулемёта «Печенег» позволяет значительно снизить вредное влияние восходящего потока нагретого стволом воздуха на линию прицеливания. Повышенная теплоотдача нового пулемёта заметна в тёмное время суток даже невооружённым глазом по яркости свечения стволов после расстрела всего боекомплекта,.

## Варианты и модернизации

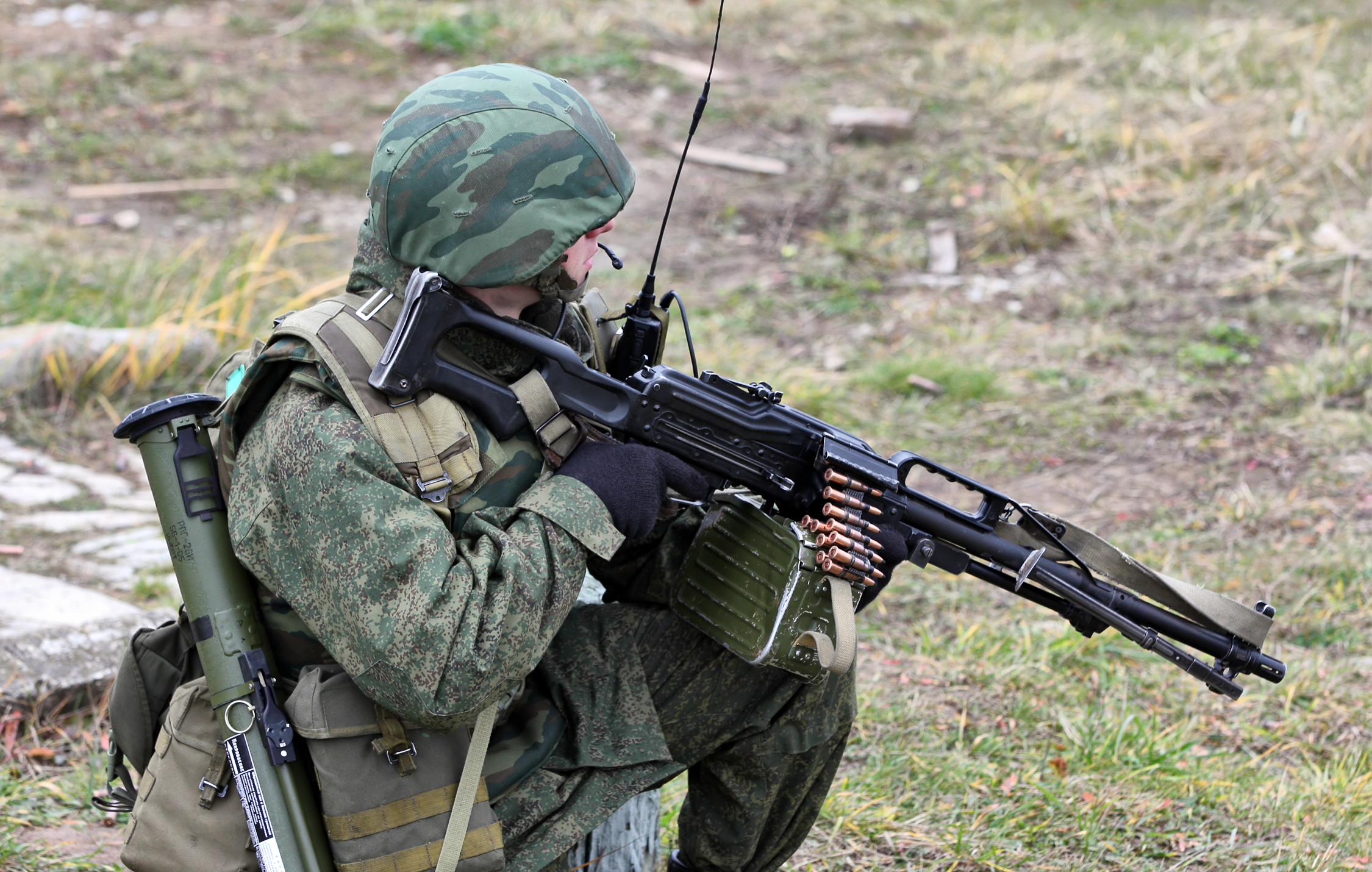
Российский солдат из 4-й гвардейской танковой дивизии с Печенегом и РПГ-26.

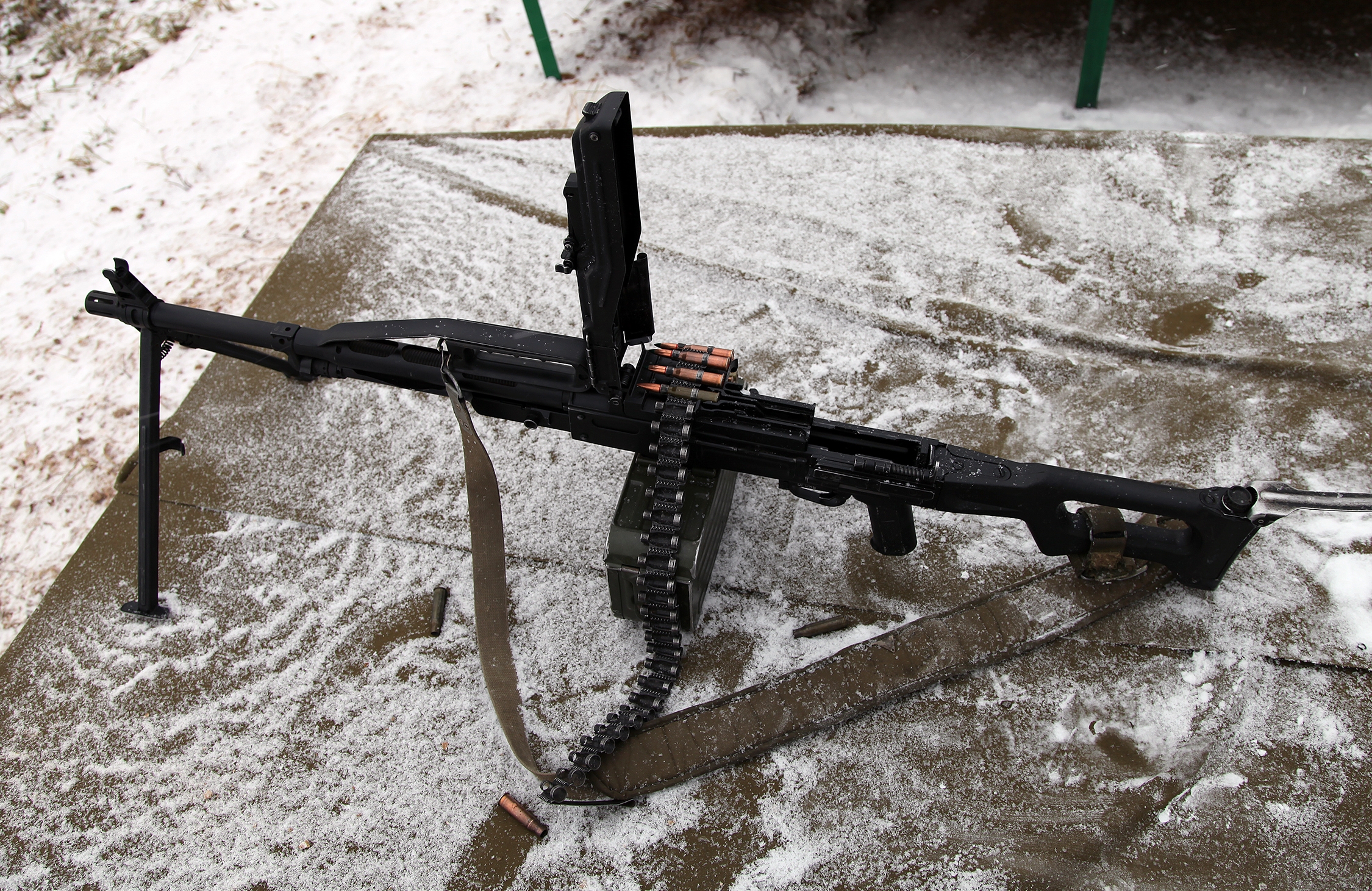
Пулемёт «Печенег»

Серийно производятся следующие варианты пулемёта:
- ночной (6П41Н) — с планкой типа ласточкин хвост для ночного или оптического прицела;
- станковый (6П41С) — со станком Л. В. Степанова 6Т5;
- станковый ночной (6П41СН) — с крепёжной планкой и станком.
- Для пулемёта выпускаются тактические обвесы, имеющее цевья, планки Пикатинни/Вивера (например, обвес фирмы «Зенит»).

### Булл-пап
Штурмовой вариант пулемёта компоновки булл-пап был продемонстрирован президенту Владимиру Путину в Ижевске 18 сентября 2013 года во время его посещения концерна «Калашников». От обычного «Печенега» укороченный вариант отличается применением затыльника вместо приклада и вынесенной вперёд рукоятью управления огнём. За счёт этого пулемёт стал короче на 27 см и легче на 0,5 кг при сохранении длины ствола (65 см).
Плюсы:
- компактность;
- уменьшенный вес;
- возможность установки дополнительных тактических модулей, за счёт планки Пикатинни
- дульный тормоз-компенсатор вместо пламегасителя
- дублированный спусковой механизм.
- Пулемёт сделан из прочных сплавов. Высокая устойчивость конструкции и ударно-спускового механизма к коррозии, загрязнению и климатическим условиям
- В задней части ствола имеются прорези, которые проводят внутрь ствола свежий воздух, этим самым охлаждая его во время стрельбы. Это позволило увеличить работоспособность ствола и кучность стрельбы.
- В отличие от ПКМ, Печенег более дешёвый в производстве.
- Более устойчивые ноги сошки, не сползают при стрельбе.

Минусы:
- невозможность быстрой замены внешних прицельных приспособлений из-за использования планки Пикатинни;
- предохранитель расположен на прежнем месте, приходится отвлекаться на его переключение, что не совсем удобно.
- доступ к газовому регулятору при установке ЛЦУ и фонаря становится неудобен;
- положение короба с патронами под наклоном вызывает изгиб ленты, что может вызвать затруднение с подачей боеприпасов, и даёт сильную нагрузку на спусковую скобу;
- при обслуживании оружия для удаления грязи из-под цевья его придётся снимать, что сделать в полевых условиях и без инструмента немного затруднительно;
- неудобное крепление ремня на прикладе;
- нарушение развесовки оружия, что явно скажется на кучности стрельбы, хотя для городского боя это не очень важно.

### Печенег-СП

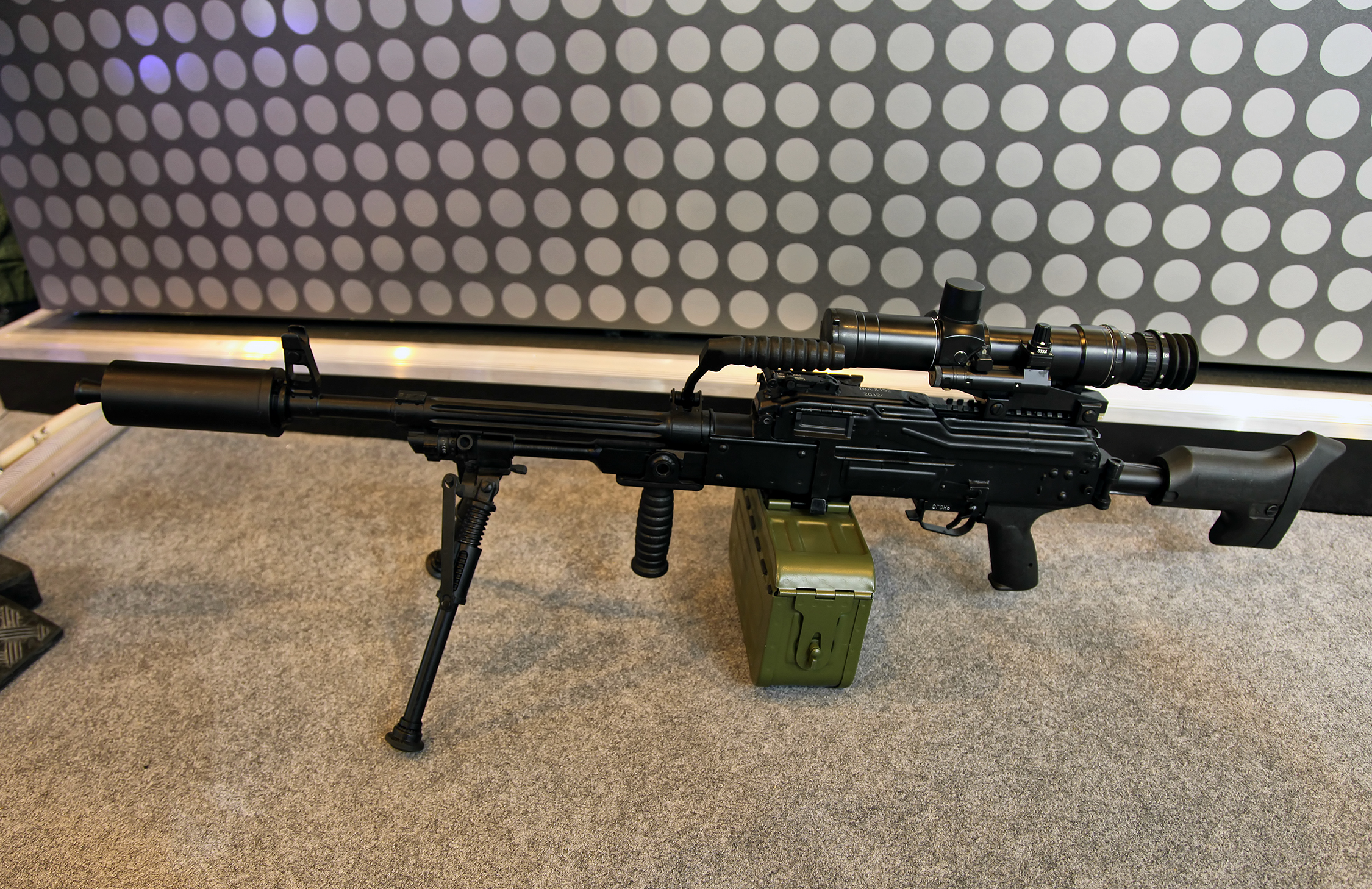
7,62-мм модернизированный пулемёт 6П69 Печенег-СП

Печенег-СП (индекс ГРАУ — 6П69) — модернизация внешних приспособлений пулемёта Печенег и замена ствола на оребрённый без кожуха с принудительным охлаждением. В них входит прибор малошумной стрельбы (тактический глушитель), передняя рукоятка на газоотводе, быстросъёмные сошки. Патронная коробка выстелена внутри пластиком. Планка Пикатинни на крышке ствольной коробки для крепления унифицированного оптического прицела 1П89-3. Регулируемый по длине, складывающийся приклад. Прицельная планка механического прицела размечена до 800 метров.

## Страны-эксплуатанты
- Россия[5]
- Казахстан — в 2012 году закуплено 30 шт.[6] для спецподразделений
- Кыргызстан[7]
- Сирия[8]
- Йемен: Республиканская гвардия Йемена[9].
- Намибия[10].
- Украина — некоторое количество, захваченных в ходе войны в 2022 году в качестве трофеев[11].

## Галерея

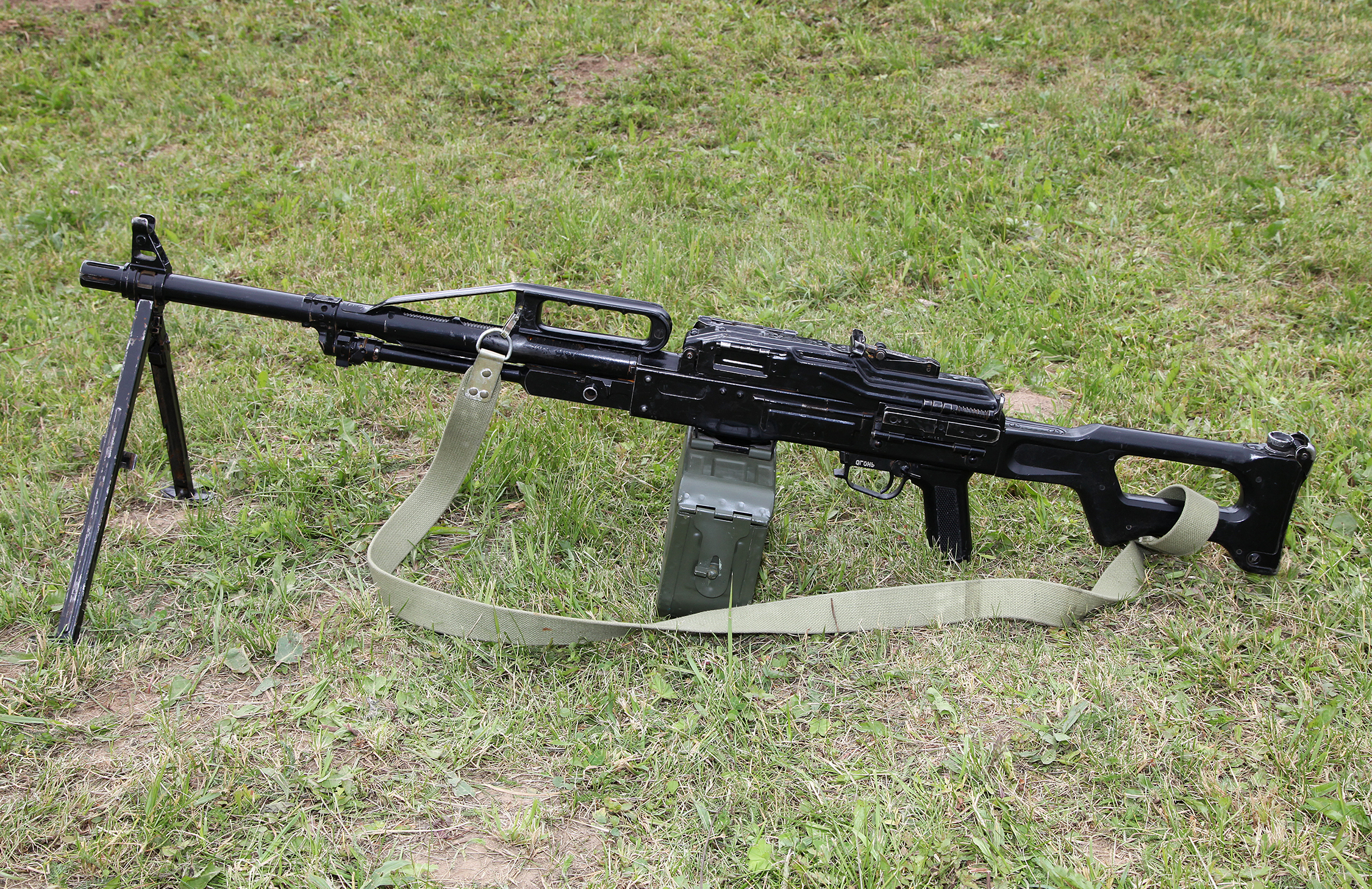
Пулемёт «Печенег»
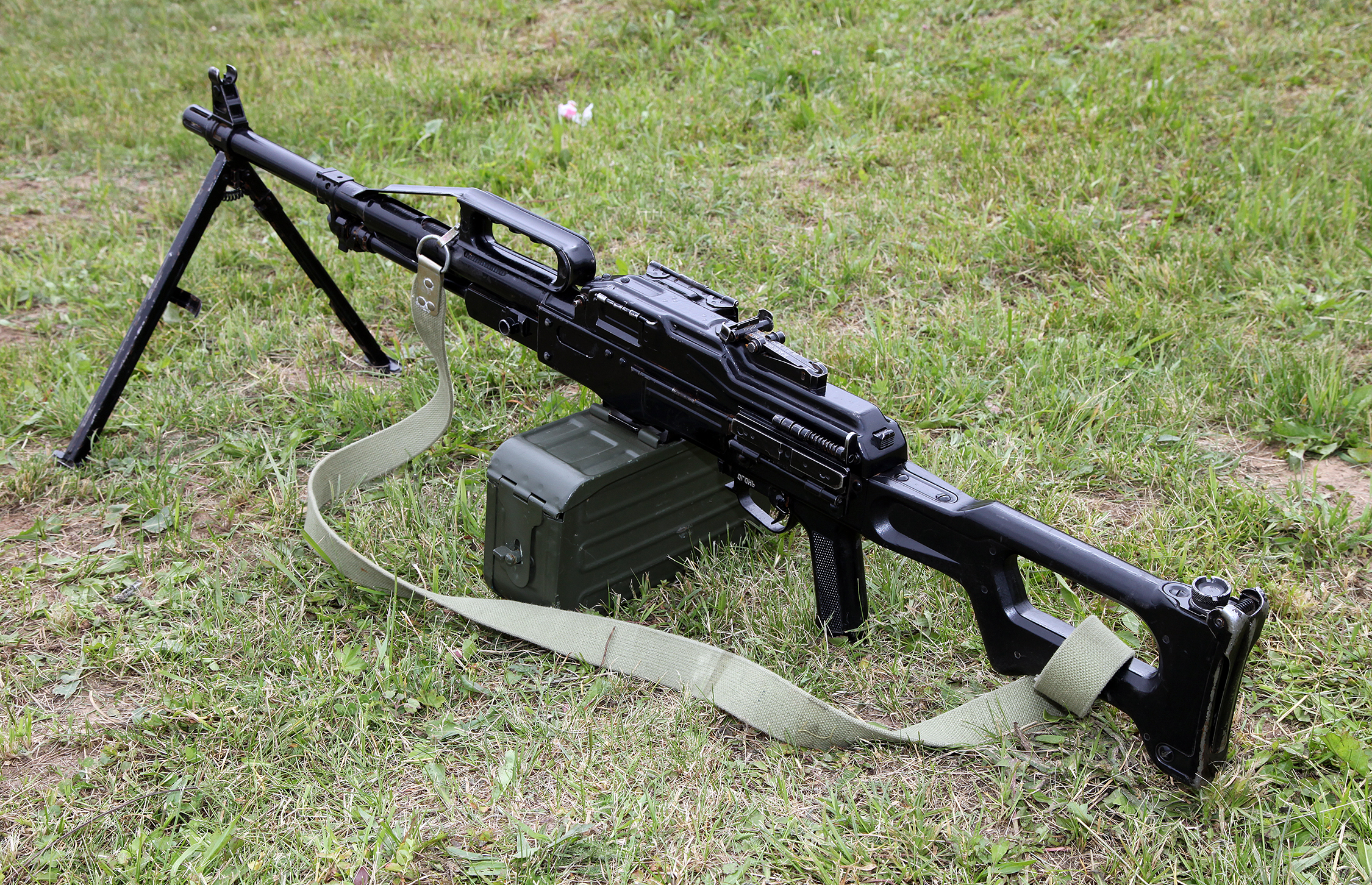
Пулемёт «Печенег»
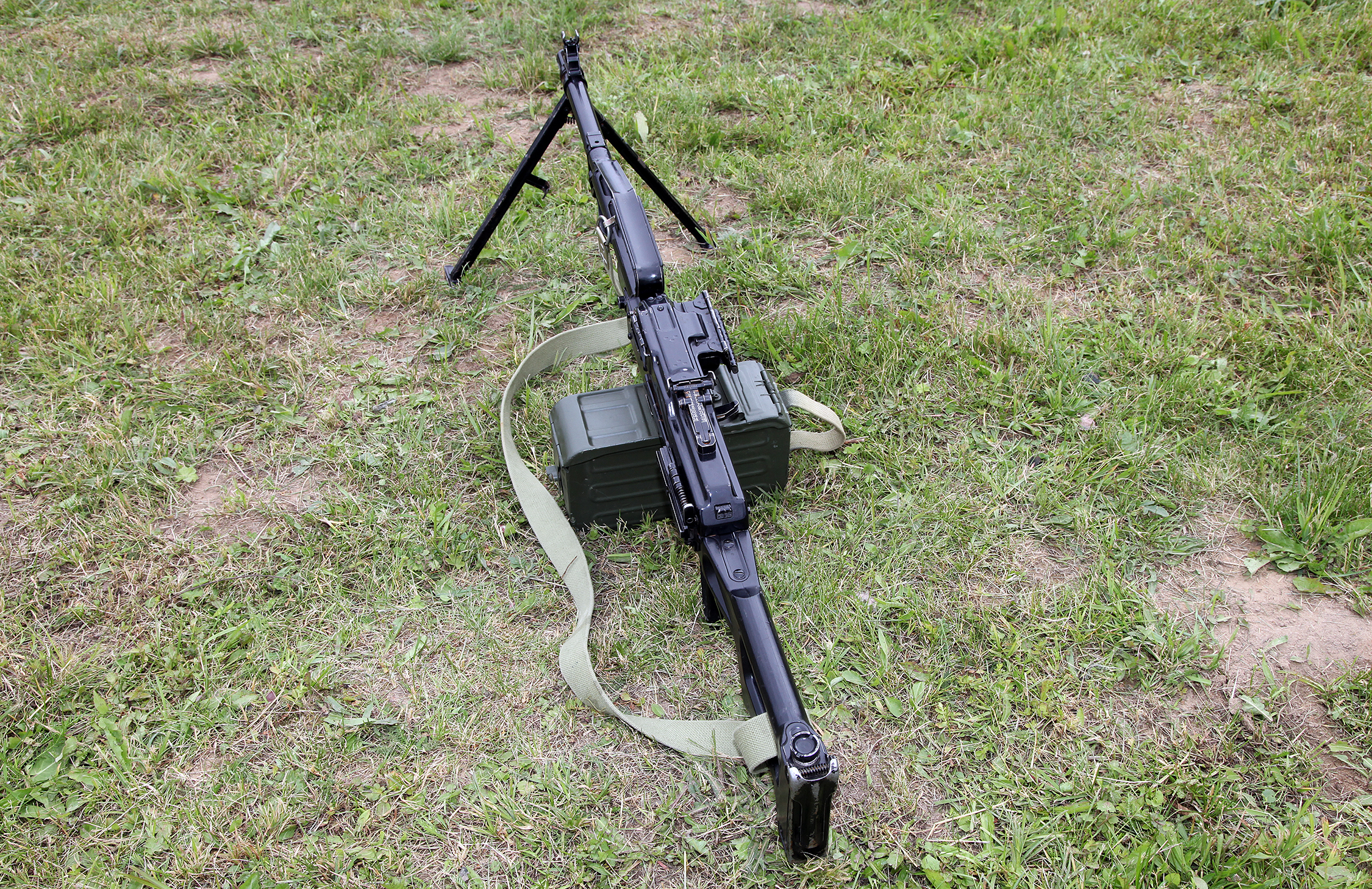
Пулемёт «Печенег»
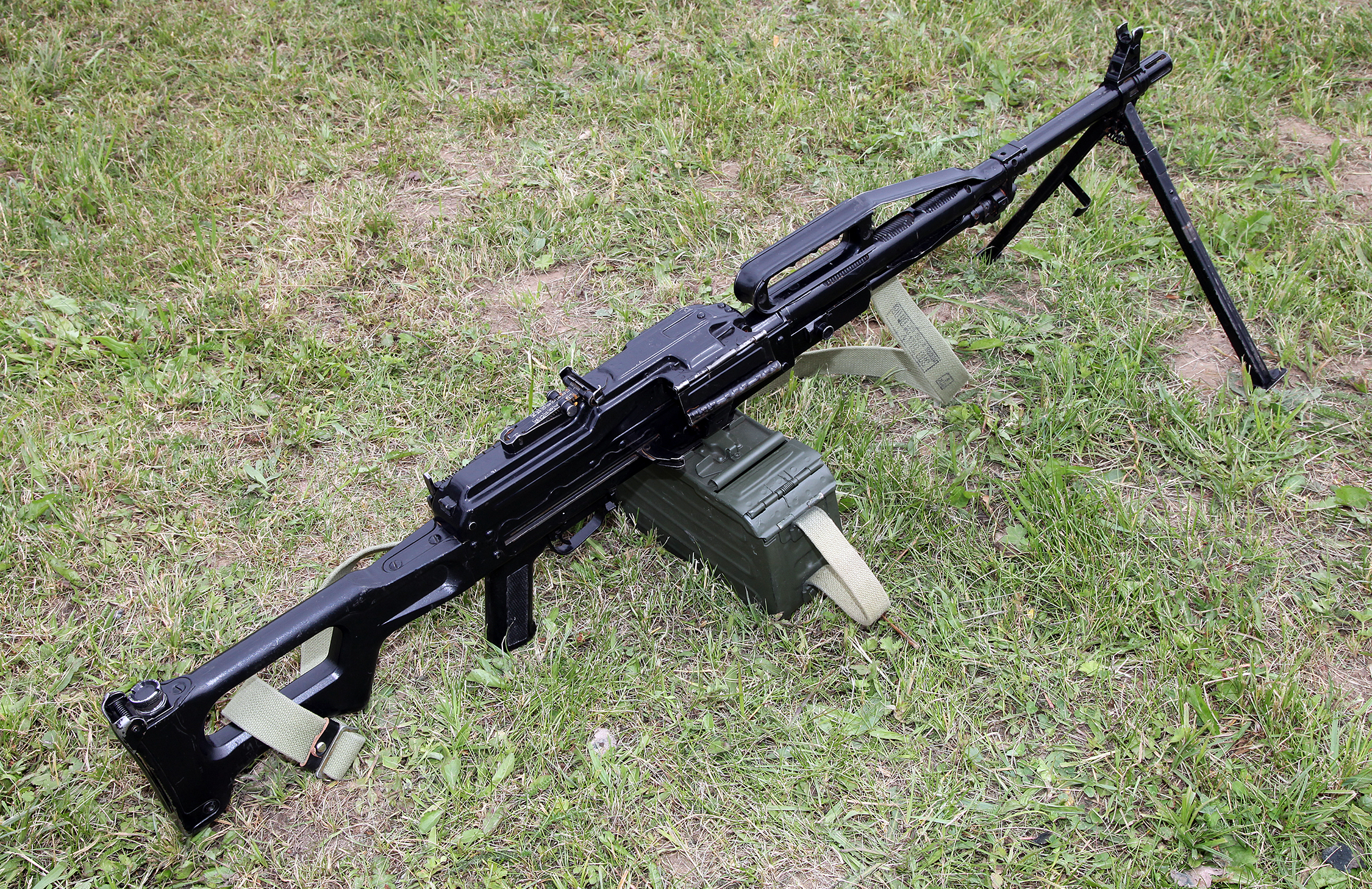
Пулемёт «Печенег»
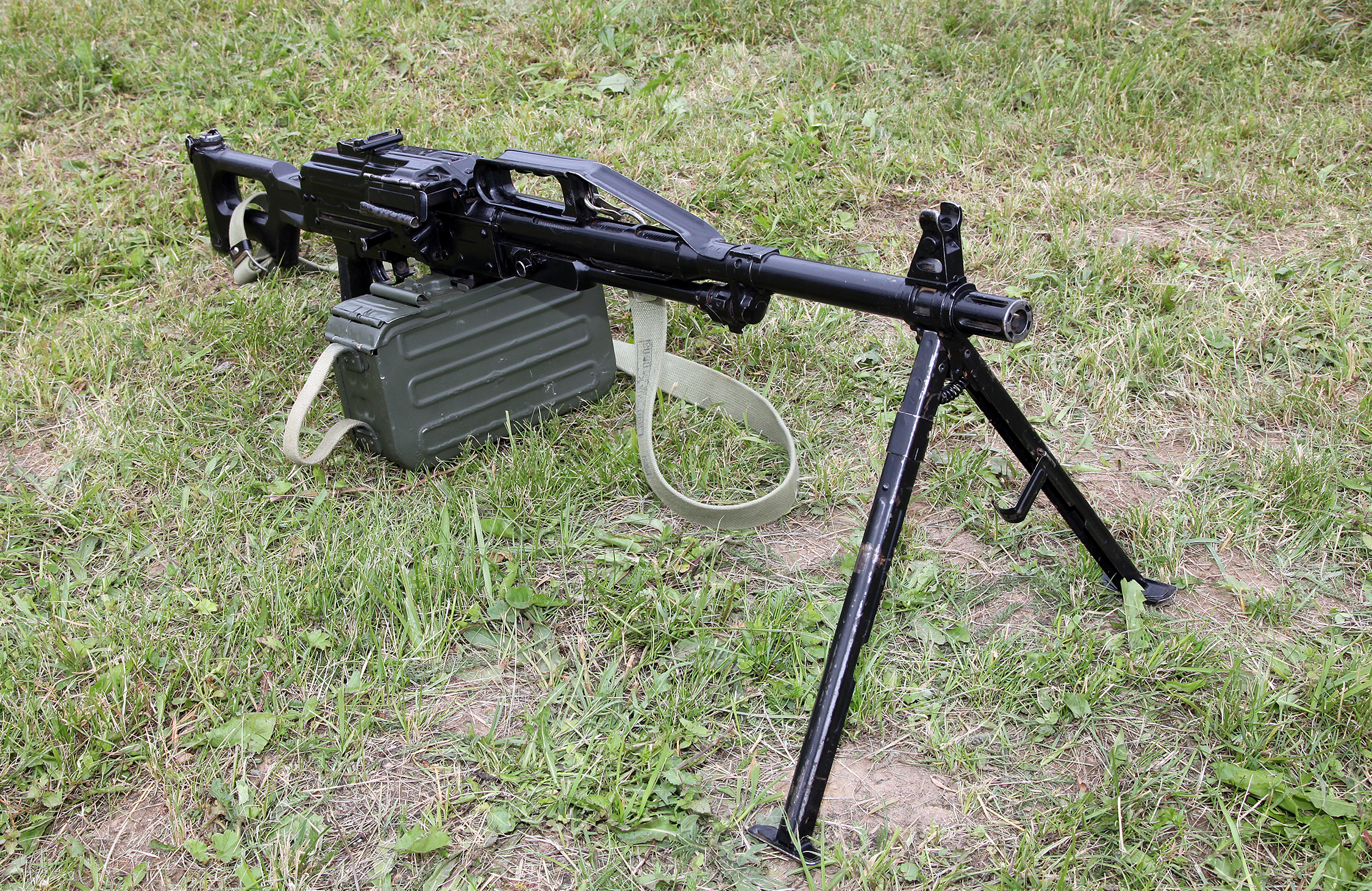
Пулемёт «Печенег»